# Cara Nania
Cara Gail Nania (ur. 23 października 1994) – kanadyjska zapaśniczka walcząca w stylu wolnym. Srebrna medalistka mistrzostw panamerykańskich w 2018.
Zawodniczka Uniwersytetu Calgary.